# Эль-Халис
Эль-Халис (араб. الخالص‎) — город на востоке Ирака, расположенный на территории мухафазы Дияла. Административный центр одноимённого округа.

## Географическое положение
Город находится в западной части мухафазы, в долине реки Тигр, на высоте 52 метров над уровнем моря.

Эль-Халис расположен на расстоянии приблизительно 13 километров к северо-западу от Баакубы, административного центра провинции и на расстоянии 50 километров к северу от Багдада, столицы страны.

## Население
По данным последней официальной переписи 1965 года, население составляло 11 803 человек.
Динамика численности населения города по годам:
| 1965   | 2012   |
| ------ | ------ |
| 11 803 | 54 920 |

## Террористические акты
- 6 июля 2004 года — был взорван автомобиль, за рулём которого находился террорист-смертник. В результате, погибли не менее 14 человек, более 70 получили ранения[5].
- 27 октября 2004 года — взрыв заминированной машины. Три человека ранено[6].
- 24 августа 2005 года — вооружёнными людьми была открыта стрельба по автобусу, перевозившему иракских паломников-шиитов, возвращавшихся из Ирана[7].
- 29 марта 2007 года — было взорвано четыре заминированных автомобиля. В результате, не менее 40 человек погибли[8].
- 2 октября 2007 года — террорист-смертник взорвал заминированный автомобиль рядом с блокпостом. Погибло шесть человек, ранено — 10[9].
- 21 мая 2010 года — на городском рынке был взорван заминированный автомобиль. Не менее 22 человек погибли, 53 получили ранения[10].
- 1 декабря 2011 года — взорвался заминированный автомобиль. Десять человек погибло, 25 получили ранения[11].